# Grant Stevenson
Grant Stevenson (* 15. Oktober 1981 in Spruce Grove, Alberta) ist ein ehemaliger kanadischer Eishockeyspieler, der im Verlauf seiner aktiven Karriere zwischen 2001 und 2011 unter anderem 52 Spiele für die San Jose Sharks in der National Hockey League (NHL) sowie 49 weitere Partien für die Augsburger Panther in der Deutschen Eishockey Liga (DEL) auf der Position des rechten Flügelstürmers bestritten hat. Stevenson, der zudem in 450 Begegnungen in der American Hockey League (AHL) auf dem Eis stand, ist der Enkel des Hockey-Hall-of-Fame-Mitglieds Glenn Hall.

## Karriere

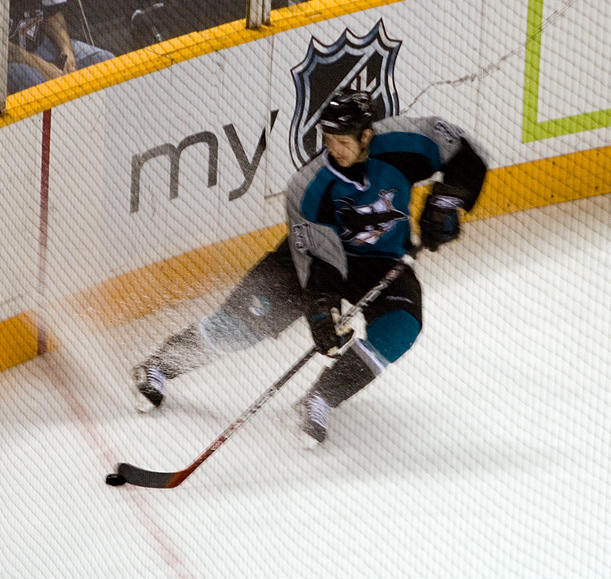
Stevenson im Trikot der San Jose Sharks (2006)

Nachdem Stevenson zunächst bei Juniorenteams in seiner Heimatstadt gespielt hatte, begann er im Sommer 1999 ein Engagement in der Alberta Junior Hockey League bei den Bonnyville Pontiacs. Dort wurde er am Ende der Saison teamintern zum Rookie des Jahres ernannt. In der folgenden Saison wechselte er zu den Grand Prairie Storm, die ebenfalls in der AJHL spielten. In seiner zweiten AJHL-Saison verbesserte er seine Offensivstatistiken und nahm am All-Star Game der Liga teil. Nach seiner Zeit in Alberta begann Stevenson an der Minnesota State University, Mankato zu spielen. Nach einer guten ersten Saison avancierte er in seinem zweiten Collegejahr zum Leistungsträger und war am Ende des Jahres landesweit der Spieler mit den meisten Punkten, der sich in seinem zweiten Collegejahr befand. Stevenson brach daraufhin – im Jahr 2003 – sein Studium ab, da er im April desselben Jahres einen Profivertrag bei den San Jose Sharks aus der National Hockey League (NHL) unterzeichnet hatte.
Bei den San Jose Sharks wurde Stevenson für die Spielzeiten 2003/04 und 2004/05 zunächst in der unterklassigen American Hockey League (AHL) bei den Cleveland Barons eingesetzt. In seiner ersten Saison dort beeindruckte er vor allem in den Playoffs, wo er in neun Spielen sieben Assists verbuchen konnte. Nach einem schlechten Start in die Saison 2004/05 wurde der Kanadier für zwei Spiele in die ECHL geschickt, konnte am Ende der AHL-Saison aber dennoch seine Statistiken aus dem Vorjahr bestätigen. Im darauffolgenden Sommer arbeitete Stevenson hart an sich und startete mit 16 Punkten in 17 Spielen in die neue Saison, ehe ihn die Sharks am 23. November 2005 erstmals in den NHL-Kader beriefen. Insgesamt sammelte er in 47 Saisoneinsätzen 22 Punkte und stand zudem in fünf Playoff-Spielen auf dem Eis. Zur Saison 2006/07 spielte Stevenson wieder in der AHL bei den Worcester Sharks, dem neuen Farmteam San Joses, und wechselte nach Auslauf seines Vertrags als Free Agent zu den Calgary Flames, die ihn ebenfalls im Farmteam, den Quad City Flames, einsetzen. Auch im weiteren Saisonverlauf konnte sich Stevenson nicht für den NHL-Kader der Flames empfehlen, wodurch sein Einjahresvertrag nicht verlängert wurde. Er unterschrieb daraufhin einen Vertrag bei den Atlanta Thrashers, die ihn ebenfalls in ihr Farmteam, die Chicago Wolves, schickten.
Für die Saison 2009/10 wechselte Grant Stevenson zu den Kloten Flyers in die Schweizer National League A (NLA), wo er eine der fünf Ausländerlizenzen besetzte. Allerdings konnte er die Erwartungen nicht erfüllen, sodass er kurz nach Beginn der Saison durch Mark Bell ersetzt wurde und den Verein nach nur drei Einsätzen wieder verließ. Bis November 2009 war Stevenson vereinslos, bevor er von den Hamilton Bulldogs verpflichtet wurde. Dort verblieb er allerdings nur ein Jahr, ehe er in die Deutsche Eishockey Liga (DEL) zu den Augsburger Panthern wechselte. Bei den Panthern verbrachte der Kanadier die Saison 2010/11, ehe er seine Karriere in der folgenden Spielzeit beim HC Ajoie in der Schweizer National League B (NLB) ausklingen ließ und seine Karriere im Alter von 30 Jahren beendete.

## Erfolge und Auszeichnungen
| - 2000 Teilnahme am AJHL Prospect Game - 2001 Teilnahme am AJHL All-Star Game - 2003 WCHA First All-Star Team | - 2003 NCAA West Second All-American Team - 2008 AHL-Spieler des Monats Januar |

## Karrierestatistik
(Legende zur Spielerstatistik: Sp oder GP = absolvierte Spiele; T oder G = erzielte Tore; V oder A = erzielte Assists; Pkt oder Pts = erzielte Scorerpunkte; SM oder PIM = erhaltene Strafminuten; +/− = Plus/Minus-Bilanz; PP = erzielte Überzahltore; SH = erzielte Unterzahltore; GW = erzielte Siegtore; 1 Play-downs/Relegation; Kursiv: Statistik nicht vollständig)